# 一戶直藏
一戶直藏（日语：／ Ichinohe Naozō */?，1878年8月14日—1920年11月27日），日本青森縣人，天文學家、日本首位變星觀測者，曾任日本天文学会會刊《天文月報》編輯，並於1911年獲授理學博士學位。

## 生平
一戶直藏在1878年8月14日出生於青森縣西津輕郡越水村吹原（今青森縣津輕市），為一戶友作的二男。一戶家是當地豪農，擁有24町步土地，其父一戶友作曾任戶長、郡會議員、收入役等公職。一戶直藏在吹原簡易小學校的老師大澤正毅曾向一戶有作勸說，希望其繼續升學，但一戶有作表示：「百姓的小孩無論如何都是百姓。既然是百姓，就只需要幫家裡務農就行，不必學習什麼知識。」一戶直藏先是幫忙家裡種稻，後在15歲時逃家前往私塾就讀，其後赴東奧義塾預備科求學。入讀東奧義塾一年半後，經該義塾塾長本多庸一介紹，前往東京英和學校（今青山學院大學）就讀，同年9月轉入錦城尋常中學預科。1897年9月入讀第二高等學校，因其家人無法負擔學費，一戶友作便把他帶到家鄉擔任小學校教師。
一戶對小學校教師這份工作非常不滿意，便於1900年再次入讀第二高等學校，然因負擔不起學費，生活相當拮据，在一名律師身邊工作。一戶之母看到此等情景後相當擔憂，便與一戶之妹合謀，在半夜趁一戶有作睡著時偷偷從米倉搬走約60公斤大米，將其搬至幾公里外的鎮上，待天亮後換成現金，寄給一戶直藏。一戶用該筆金錢買了幾本洋書及一架望遠鏡，時常在晴朗的夜晚躺在校園裡，用望遠鏡觀測星空，卻也因此被同學視作異類。一年後，其父開始寄給他學費，使一戶在大學畢業前不必為經濟煩憂。
1900年進入東京帝國大學理科大學星學科就讀，獲教授平山信厚待，住進東京天文臺，亦會在閒暇時赴文科大學上課。1903年7月畢業後前往攻讀研究所，1904年3月與政治人物菊池九郎之女結婚，翌年在東京天文臺擔任助手。讀完研究所後，經東京帝國大學教授木村榮介紹，於1905年赴美留學，在芝加哥大學內耶基斯天文臺研習，師從天文學家喬治·海爾，為日本首位赴美留學的天文學家。
冬季因晝短夜長，非常適合長時間觀測，一戶每觀測一次就會耗掉兩個多小時，使健康狀況逐漸變差。1907年10月返日，同年擔任東京帝國大學講師及東京天文臺觀測主任，1909年與助手小倉伸吉一同前往臺灣，進行高山觀測事宜。1910年隨臺北測候所技手大偎鴻一及殖產局雇員佐佐木舜一等人登上新高山（今玉山），探勘地形、地質、地磁，並發表〈新高山相關研究報告〉（新高山ニ關スル研究報告），建議在新高山上設立「北山頂觀測所」（又稱新高觀測所），但因經費不足而作罷。翌年其再度前往新高山、阿里山、恆春及臺東視察，發現阿里山旁的小塔山地理位置優越，且山頂平坦、風速小、晴天天數多，故認為該地比新高山更適合設置天文臺。一戶之後再度撰寫報告書，倡議設置小塔山天文臺，於1912年由臺北測候所所長近藤久次郎呈報臺灣總督府，然因遭長期擱置，建造天文臺之計畫未能實現。
一戶直藏擔任東京天文臺觀測主任期間，適逢該天文臺因需擴建且減少光害，正在徵求遷建地點，一戶認為先進國家的天文臺皆設置在山頂，故力主將天文臺遷至群馬縣赤城山，但東京天文臺臺長寺尾壽欲以東京府三鷹作為遷建天文台之處，兩人因此爆發衝突，一戶亦於1911年11月辭官。
辭官後，在海軍大學校、東京物理學校（今東京理科大學）、青山學院及早稻田大學擔任講師，教授天文學。當時其為推展科學，致力發行一份「大眾化的學術期刊」，獲得三淵忠彥、吉野作造等政治人物的支持。後號召各界人士，以《自然》、《科學》等學術期刊為藍本，於1913年1月1日發行雜誌《現代之科學》，但其內容較為深奧，因此讀者幾乎僅限專業人士。翌年第二期出刊，然正逢第一次世界大戰爆發，物價飆漲，經營頗為慘淡，1920年8月停刊。
1915年7月，其與作家長谷川如是閒及俳人河東碧梧桐等10人一同攀登阿爾卑斯山，並將旅途中的所見所聞刊登在《大阪朝日新聞》上。1916年5月，南滿州鐵道總裁後藤新平介紹一戶直藏參加鐵道讀書會所舉辦之「教育演講旅行」，至大連、奉天等地進行為期一個月的天文學演講，並計劃在金州設置天文臺。
一戶曾在攀登阿爾卑斯山時染上風邪，後因過勞罹患肺結核。1920年在神奈川縣國府津（今神奈川縣小田原市）的別墅中休養，其後搬至東京。當時他的健康狀況每況愈下，因而找來兩名速記員，以一戶直藏口述，速記員速記的方式寫成一篇自傳，題為《追憶過去，展望未來》（過去を追想して将来に及ぶ），刊登在《現代之科學》最後一期。1920年11月27日，一戶直藏因肺結核去世，享年42歲，死後葬於雜司谷靈園。

## 身後
大澤正毅於1926年在吹原的公園內設立「故一戶博士之碑」，碑文為大澤正毅所撰，一戶兵衛所書。1932年，德國天文學家卡爾·威廉·萊因穆特在海德堡發現一顆小行星，為紀念一戶直藏，將之命名為「一戶」（Ichinohe）。